# Giesse (Gürbe)
Die Giesse (oder im Plural Giessen und im letzten Abschnitt Aargiessen-Kanal) ist ein Fliessgewässer in der Auenlandschaft der Aare südlich von Bern. Der Bachlauf und die Mündung in die Gürbe entstanden bei Flusskorrektionen im 19. Jahrhundert. Der Boden der angrenzenden Feldflur von Belp wurde bis nahe an den Lauf der Giesse und neben dem Gürbekanal entwässert und trockengelegt; der Flurname Belpmoos der mehrere Quadratkilometer grossen Fläche erinnert an das frühere Feuchtgebiet. Auf dem Landstück liegt direkt neben dem Bachbett des Giessen der Flughafen Bern-Belp.
Das Gebiet der Belper Giesse ist als Amphibienlaichgebiet von nationaler Bedeutung und als Auengebiet von nationaler Bedeutung verzeichnet und zudem als Teil der «Aarelandschaft zwischen Thun und Bern» im Bundesinventar der Landschaften und Naturdenkmäler von nationaler Bedeutung aufgeführt.

## Name
Den Gewässernamen «Giessen» haben im deutschen Sprachraum viele langsam fliessende Bäche in Auenlandschaften erhalten. Im Schweizerdeutschen ursprünglich ein Gattungsname für Bachstrudel und Stromschnellen (vgl. Giessbach; Giessbachfall), ging die Bezeichnung als Eigenname auf Seiten- und Altarme von Flüssen über. Als Giessen werden manchmal aber auch die umliegenden Feuchtgebiete in Flussniederungen oder Gebiete an Gewässern bezeichnet (vgl. Giessen).

## Geografie

### Verlauf

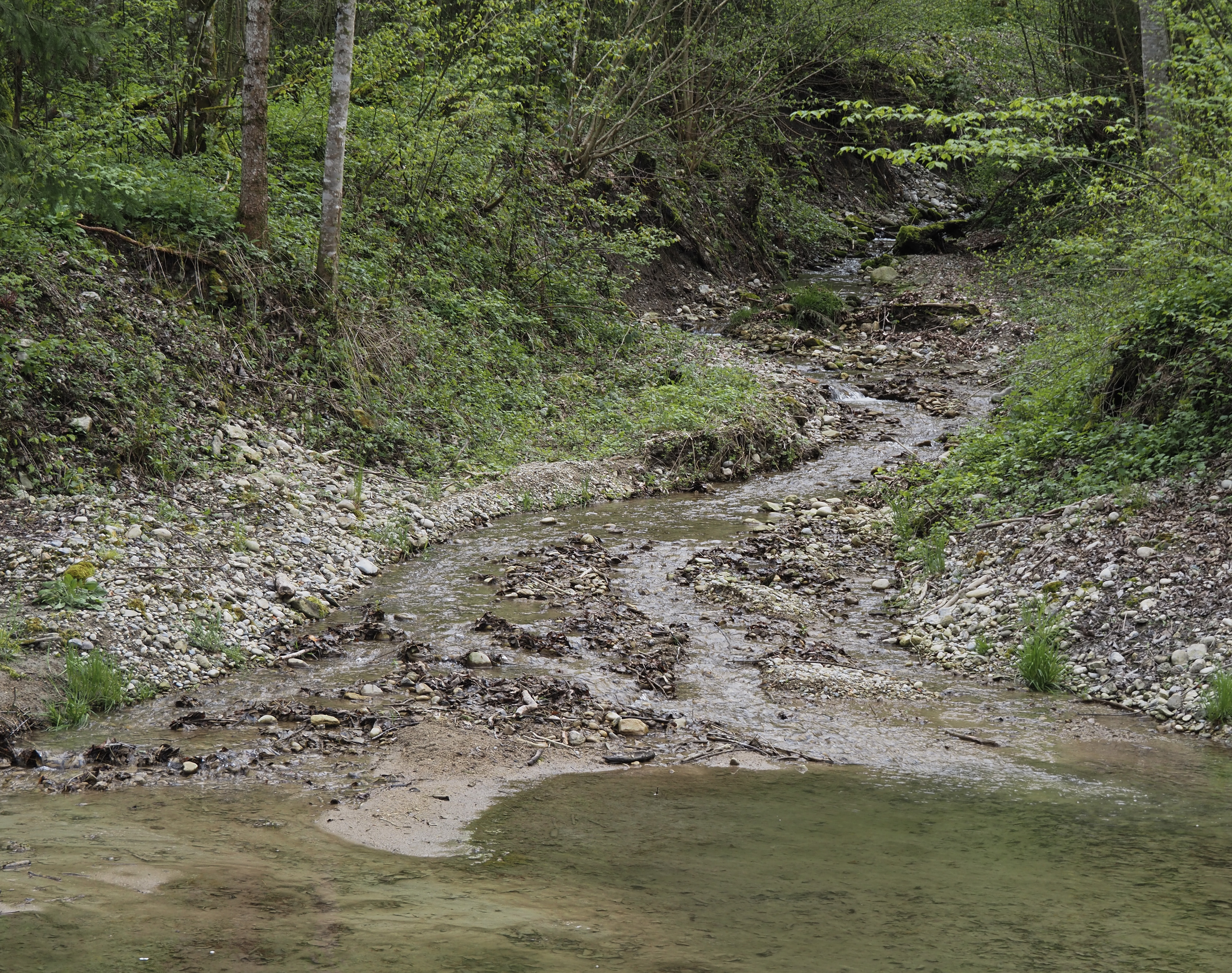
Quellbach der Giesse am Belpberg

Die Giesse von Belp nimmt ihren Anfang in einem Weiher am östlichen Fuss des Belpbergs in der Nähe des Bauernhofes Oberaar und mündet nach einem Lauf von ungefähr 11 Kilometern im Gebiet der Gemeinde Kehrsatz von rechts in die Gürbe, einen Kilometer vor deren Mündung in die Aare. Das sumpfige Quellgebiet liegt auf der Höhe von 520 m ü. M. und somit nur 15 Meter höher als die Mündung in die Gürbe. Der Bach schlängelt sich deshalb mit einem äusserst geringen Gefälle mit Verzweigungen und um kleine Inseln durch die Au, verbindet viele im Waldgebiet verstreute Weiher, die vom Grundwasser gespiesen werden, und durchquert einige Feuchtgebiete. Als einzige kleine Anhöhe liegt der Farhubel zwischen den Wasserläufen, bei welchem früher eine Fähre über die Aare verkehrte. Unterhalb des Landwirtschaftsbetriebs Auguet folgt der Bach auf den letzten beiden Kilometern als künstlicher Kanal der Aussenseite des Leitdamms, der die Aare vom Steilhang des Belpbergs bei der Schützefahrbrügg bis zur Gürbemündung kanalisiert und die Flur bei Belp vor Überschwemmungen schützen soll.
Die offizielle Gewässerstatistik rechnet oberhalb des Feuchtgebiets in der Auenlandschaft auch noch einen Quellbach am Hang des Belpbergs im Aarwald zum Bachlauf der Giesse. Dieser kleine Zufluss überwindet auf kurzem Weg eine Höhe von etwa 100 Metern bis zur Flussebene hinunter und weist daher ein viel grösseres Sohlgefälle auf als der ganze weitere Lauf der Giesse im Auenwald.
Im Gebiet ausserhalb des Dammes auf der rechten Seite der Aare fliesst ebenfalls ein Entwässerungsgraben bei Münsingen und Rubigen durch das Auengebiet. Auch dieser Bach heisst Giesse und im Oberlauf Üssere Giesse.

### Einzugsgebiet
Das 7,05 km² grosse Einzugsgebiet der Giesse liegt im Aaretal und wird durch sie über die Gürbe, die Aare und den Rhein zur Nordsee entwässert.
Es umfasst neben der Auenlandschaft den steilen Nordosthang des Belpbergs mit dem Aarwald und einen Teil des Landwirtschaftsgebiets auf diesem Berg. Das Gebiet besteht zu 36,1 % aus bestockter Fläche, zu 52,4 % aus Landwirtschaftsfläche, zu 9,0 % aus Siedlungsfläche- und Verkehrsfläche und zu 2,4 % aus unproduktiven Flächen.
Die Flächenverteilung
Die mittlere Höhe des Einzugsgebietes beträgt 594,5 m ü. M., die minimale Höhe liegt bei 497 m ü. M. und die maximale Höhe bei 867 m ü. M. auf dem Belpberg.

### Zuflüsse
- Schmittebach (rechter Quellbach)
- Chalberweidgrabe (linker Quellbach)
- Lehngrabe (links)

## Flussgeschichte
Vor den Gewässerkorrektionen und der Trockenlegung der Flächen neben dem Fluss in den 1820er und den 1860er Jahren floss die Aare unterhalb von Thun bis zum Eintritt in das enge Tal westlich von Muri bei Bern in einer offenen, flachen Auenlandschaft mit weiten Überschwemmungsgebieten. Sie schuf im breiten Flussraum bei ihren zahlreichen Hochwassern immer wieder neue Gerinne, Kiesinseln und Auenseen. Mit hohen, parallelen Seitendämmen reduzierte der Kanton Bern nun das Flussbett auf den engen, gleichmässigen Kanal, und das Hinterland mit den dort vorhandenen Altarmen war jetzt vom Fliessgewässer abgeschnitten, es wird aber weiterhin indirekt über den Grundwasserleiter gespiesen. Die kleinen Bäche aus der angrenzenden Landschaft gehören seit dem Bau der Dämme zum Einzugsbereich der Giessen und nicht mehr direkt der Aare.
Im 19. Jahrhundert korrigierte und verbaute der Kanton Bern auch Abschnitte des Gürbelaufs. Dieser Wildbach mit dem Einzugsbereich am Alpenrand hatte nach starken Unwettern oft die Gürbeebene bis nach Belp überflutet. Die Gürbekorrektion veränderte auch den Mündungsbereich der Giesse.
Nach einem neuen Hochwasser der Gürbe 1990, einer Überschwemmung der Aare von 1999 und dem Alpenhochwasser 2005 wurde das Flussgebiet bei Belp und Münsingen wieder angepasst. Für den besseren Hochwasserschutz hat die Aare etwas mehr Raum erhalten. Um neben der Aare für künftige Hochwasser wieder Überflutungsräume zu schaffen, wurden im untersten Abschnitt der Giesse im Gebiet Selhofenzopfen der Damm neben der Aare und der Bachlauf verlegt und etwas verkürzt. Mit den Hochwasserschutzmassnahmen verändert sich auch der Wasserhaushalt der Giessen neben der Aare.

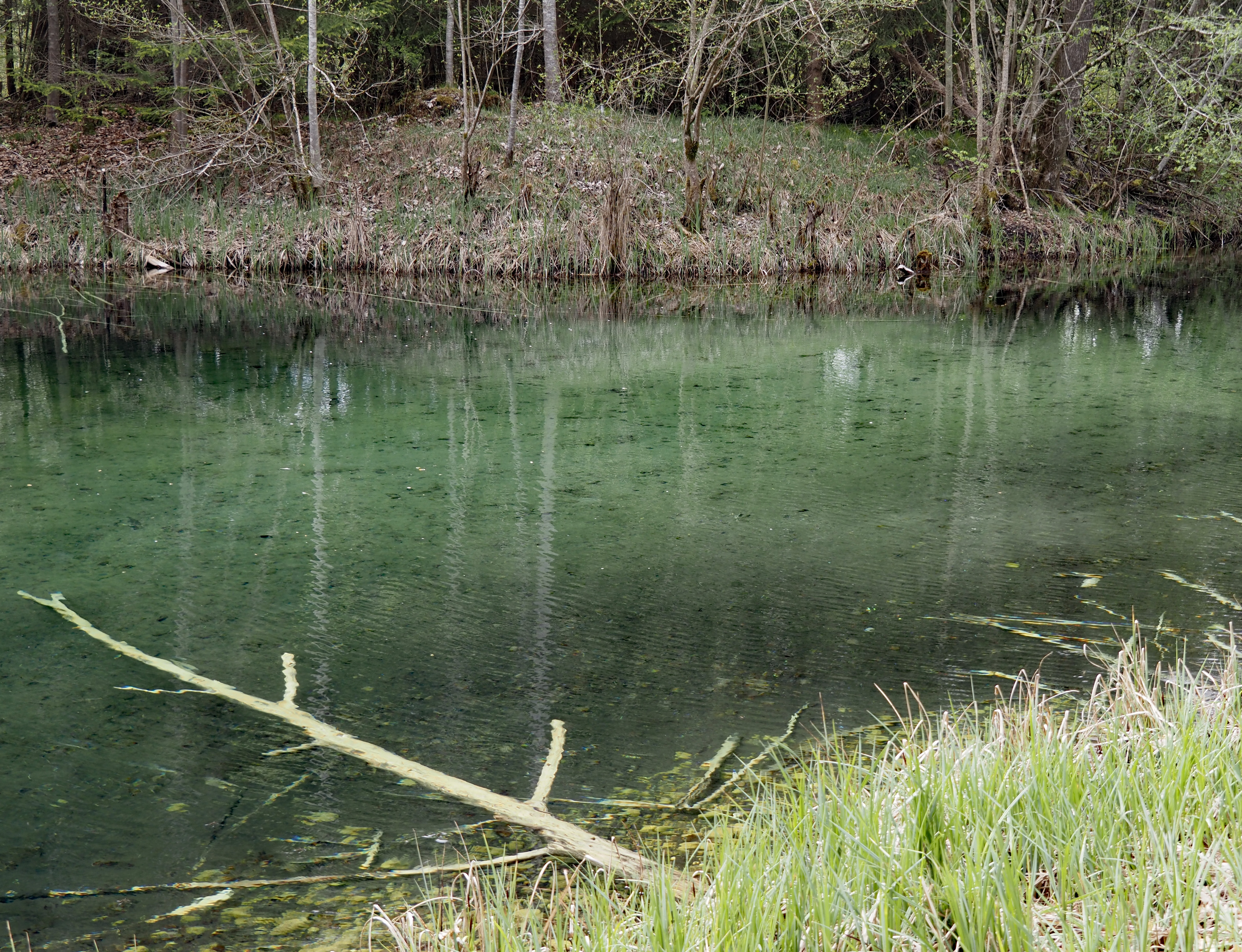
Vom Grundwasser gespiesener Weiher an der Belper Giessen

## Natur und Umwelt
Die ehemalige Auenlandschaft hat sich zu einem langen Streifen neben der Aare mit mehreren Feuchtgebieten entwickelt, die viele Weiher, offene Schilfflächen und auch Wald aufweisen. Die vielfältigen Naturlandschaften und fischreichen Habitate beidseits des Aarekanals sind als Naturschutzgebiete ausgewiesen. Das Schutzgebiet Aareaue bei Belp ist ein Amphibienlaichgebiet von nationaler Bedeutung, als Naturschutzgebiet Belper Giessen ist die Landschaft als Auengebiet von nationaler Bedeutung klassiert, und die weitere Flusslandschaft ist unter der Bezeichnung «Aarelandschaft zwischen Thun und Bern» im Bundesinventar der Landschaften und Naturdenkmäler von nationaler Bedeutung verzeichnet (BLN-Gebiet 1314). Davon entwässert der in die Gürbe fliessende Giesse einen grossen Abschnitt.
Der Boden der angrenzenden Feldflur von Belp wurde bis nahe an den Lauf der Giesse und neben dem Gürbekanal entwässert und trockengelegt; der Flurname Belpmoos der mehrere Quadratkilometer grossen Fläche erinnert an das frühere Feuchtgebiet. Auf dem Landstück liegt direkt neben dem Bachbett der Giessen der Flughafen Bern-Belp.

## Brücken
Mehrere Brücken führen von der Landwirtschaftszone von Belp und von der Flugplatzstrasse über die Giesse zum Fahrweg auf dem Aaredamm. Das Austrässli erschliesst den südlichen Abschnitt des Gebiets und überquert den Giesse in seinem Quellgebiet auf einem Damm. Zwei Strassen überqueren neben der Giesse auch die Aare: die Hunzigenbrücke und die Auguetbrücke. Mit Fussgängerstegen ist beim Flugplatz Belp das auf einer Insel zwischen zwei Bachläufen liegende Giessebad zu erreichen. Weiter flussabwärts befindet sich am Bach und im Auengebiet der Fischzuchtbetrieb Giessenhof.